# Diseases Database
Diseases Database, DiseasesDB (/diˈziːziz ˈdeɪtəbeɪs/, /diˈziːziz diːbiː/; с англ. — «База данных заболеваний») — перечень-классификатор, содержащий краткую информацию по заболеваниям в виде перекрестных ссылок по таким категориям, как болезни человека, симптомы, синдромы и их причинно-следственные связи, медикаменты (показания и противопоказания; только международные непатентованные наименования), генетические, гематологические и биохимические изменения.
База данных использует по лицензии систему UMLS, что позволяет осуществить переход по внешним ссылкам на основные мировые медицинские интернет-ресурсы с подробной и постоянно обновляющейся информацией (не только англоязычные).
Официальный сайт является открытым ресурсом, бесплатным и не требующим регистрации. Предназначен для врачей и специалистов медицинских и биологических профессий, занимающихся практической и исследовательской работой, студентов, не содержит рекламы. База данных разработана и поддерживается компанией Medical Object Oriented Software Enterprises Ltd (Лондон, Великобритания) с августа 2000 года. В настоящее время действует версия 2.0.